# Рэтбан, Мэри Джейн
Мэри Джейн Рэтбан (англ. Mary J. Rathbun, 1860—1943) — американская ученая, зоолог, специалист по ракообразным. С 1884 года и до самой смерти работала в Смитсоновском институте, зачастую без ассистентов. Описала более тысячи новых видов, подвидов и таксонов более высокого уровня.

## Биография
Мэри Джейн Рэтбан родилась 11 июля 1860 года в Буффало, Нью-Йорк, младшей из пяти детей Чарльза Рэтбана и Джейн Фьюри. Её мать умерла, когда Мэри был только год, поэтому она «была предоставлена сама себе». Училась в школе в Буффало, окончила её в 1878-м году, но в колледж так и не поступила.
Мэри Рэтбан, чей рост был не более 1 м 37 см, обладала сильным характером и саркастическим чувством юмора.
Впервые увидела океан в 1881 году, когда сопровождала брата, зоолога Ричарда Рэтбана, в федеральную рыбопромысловую лабораторию Американской комиссии по рыбам и рыболовству на полуострове Кейп-Код, Массачусетс. Брата приняли на работу помощником профессора Йельского университета Эддисона Эмери Веррилла, главным помощником которого в это время был карцинолог Сидни Ирвинг Смит. Мэри помогала категоризировать, сортировать и записывать образцы Смита и с тех пор работала с ракообразными. Три года Мэри работала на добровольных началах, помогая брату, а потом получила место секретаря у Спенсера Фуллертона Бэрда в Смитсоновском институте. Работала в музее института, как правило, без ассистентов. После 28 лет работы её повысили до должности заместителя заведующего музеем, ответственной за отдел ракообразных. В 1915 году, после её выхода на пенсию, Смитсоновский институт присудил Рэтбан звание почётного научного сотрудника, а в 1916 году ей вручили почётный диплом Питтсбургского университета. В 1917 году получила степень доктора философии в Университете Джорджа Вашингтона.
Умерла в Вашингтоне, округ Колумбия, 14 апреля 1943 года в возрасте 82 лет от осложнений после перелома шейки бедра.

## Публикации
Первую работу Мэри Дж. Рэтбан опубликовала в 1891 г. в соавторстве с Джеймсом Эверардом Бенедиктом, в ней был описан род крабов Panopeus. В последний день 1914 года Мэри Рэтбан вышла на пенсию, но продолжала писать и публиковаться до самой смерти. Её крупнейшая работа — Les crabes d’eau douce («Пресноводные крабы»), изначально была подготовлена для публикации в единственном экземпляре, однако впоследствии была в трёх томах (1904—1906). Всего написала самостоятельно или в соавторстве 166 работ, в том числе, описания 1147 новых видов и подвидов, 63 новых родов, одного подсемейства, 3 семейств и надсемейства, а также ввела множество новых терминов. Среди таксонов, впервые описанных Рэтбан, — важнейшие промысловые виды, такие, как атлантический голубой краб Callinectes sapidus и краб-стригун Chionoecetes bairdi.

## Таксоны
Таксоны, названные в честь Мэри Дж. Рэтбан:
- Hamatoscalpellum rathbunae (Pilsbry, 1907)
- Maera rathbunae Pearse, 1908
- Paromola rathbuni Porter Mosso, 1908
- Synalphaeus rathbunae Coutiere, 1909
- Candidiopotamon rathbunae De Man, 1914
- Pasiphaea rathbunae (Stebbing, 1914)
- Petrolisthes rathbunae Schmitt, 1916
- Periclimenes rathbunae Schmitt, 1924
- Alpheus rathbunae (Schmitt, 1924)
- Campylonotus rathbunae Schmitt, 1926
- Callinectes rathbunae Contreras, 1930
- Eriosachila rathbunae Maury, 1930
- Tritodynamia rathbunae Shen, 1932
- Sacculina rathbunae Boschma, 1933
- Pinnixa rathbunae Sakai, 1934
- Emerita rathbunae Schmitt, 1935
- Callianassa rathbunae Schmitt, 1935
- Solenocera rathbunae Ramadan, 1938
- Thunor rathbunae Armstrong, 1949
- Lysmata rathbunae Chace, 1970
- Xanthias rathbunae Takeda, 1976
- Cyphocarcinus rathbunae Griffin & Tranter, 1986
- Asterias rathbunae Britajev, 1989
- Lophaxius rathbunae Kensley, 1989
- Rhynchocinetes rathbunae Okuno, 1996
- Palaeopinnixa rathbunae Schweitzer & Feldmann, 2000
- Marratha Ng & Clark, 2003[8]